# 玉祖命
玉祖命（タマノオヤノミコト）為《古事記》表記之名，《日本書紀》記載成天明玉、羽明玉、豐玉者等，《古語拾遺》則記作櫛明玉命，祂是日本神話裡出現的神祇，也是玉造部（たまつくりべ）的祖先。別名有櫛明玉神、天櫛明玉命、天豐玉命、玉屋命等。

## 概要

### 日本書紀之記載
依照《日本書紀》卷第一的記錄，因素戔嗚尊胡作非為，天照大神躲入天石窟，於是：
- 第二種說法：憂心忡忡的諸神命鏡作部遠祖天糠戶者造鏡、忌部遠祖大玉者造幣、玉作部遠祖豐玉者造玉、山雷者採五百箇真阪樹八十玉籤、野槌者採五百箇野薦八十玉籤。
- 第三種說法：諸神派遣道中臣連遠祖興台產靈之子天兒屋命來主祭，於是天兒屋命掘天香山之真阪木，上枝懸掛鏡作遠祖天拔戶之子石凝戶邊所作的八咫鏡；中枝懸以玉作遠祖伊奘諾尊之子天明玉所作八阪瓊之曲玉；下枝吊掛粟國忌部遠祖天日鷲所作木棉，並命忌部首遠祖大玉命執取這枝真阪木，而口誦祝詞祈禱。

### 古事記之記載
按《古事記》上卷之記載，在天孫降臨的故事中，天照大神之孫日子番能邇邇藝命降臨葦原中國之際，天照大神命天兒屋命、布刀玉命、天宇姬命、伊斯許理度賣命、玉祖命等五位神明陪伴在側。

## 解說
按神名的字面來看，乃玉造部祖先之意，也就是勾玉的製作者。據此，該神明一般受到寶石、時鐘相關業者（因為使用水晶等材料）的信仰，此外「玉」在日語中也可做光學透鏡的代稱，故亦受到眼鏡、照相機相關行業的膜拜。

## 信仰
在日本奉祀玉祖命的神社計有下述：
- 玉祖神社（山口縣防府市）
- 安房神社（千葉縣館山市）
- 石作玉作神社（滋賀縣伊香郡）

## 內部連結
- 天岩戶

## 外部連結
- （日語）石作玉作神社 （页面存档备份，存于）
- （日語）玉祖神社 （页面存档备份，存于）